# María Elisa Quinteros

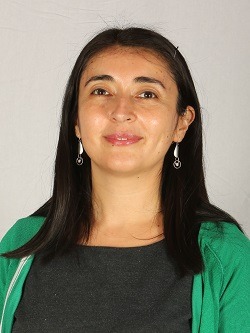
Quinteros (2021)

María Elisa Quinteros Cáceres (* 20. Dezember 1981 in Talca) ist eine chilenische Ärztin und Politikerin. Von 2021 bis 2022 war sie Mitglied der Verfassunggebenden Versammlung Chiles. Am 5. Januar 2022 wurde sie im neunten Wahlgang zur Präsidentin der Versammlung und Nachfolgerin von Elisa Loncón gewählt.

## Frühes Leben
Quinteros wurde im chilenischen Talca geboren und besuchte dort die Schule. Nach ihrem Schulabschluss begann sie, Zahnmedizin an der Universidad de Talca zu studieren. 2006 erhielt sie dort ihren Abschluss und begann im folgenden Jahr, im städtischen Gesundheitsamt (Departamento de Salud Municipal) der Kommune Hualañé in der Región del Maule zu arbeiten. Parallel dazu erwarb sie ein Diplom und einen Magister in Public Health an der Universidad de Chile. 2015 endete ihre Tätigkeit in Hualañé und sie begann, an der Universidad de Chile, mit Stationen unter anderem an der University of Birmingham und in Barcelona, zu promovieren. Ihre Doktorarbeit mit dem Titel „Medio Ambiente y Embarazo: Un Análisis Especial en Temuco“ veröffentlichte sie schließlich im Juli 2019, die als Doktorarbeit das Jahres von der GCUA 2030 ausgezeichnet wurde. Daraufhin begann sie, als Researcherin in Public Health an der Universidad de Talca zu arbeiten.
Inzwischen hat sich ihre Arbeit unter anderem auf die Epidemiologie spezialisiert. So war sie Mitglied im Vorstand der Sociedad Chilena de Epidemilogía und im Exekutiv-Komitee Lateinamerika der Internationalen Gesellschaft für Umwelt-Epidemiologie. 2023 wurde sie in den Beirat der Gesellschaft gewählt.

## Verfassunggebende Versammlung
Bei der Wahl der Mitglieder der Verfassungsgebenden Versammlung trat Quinteros als unabhängige Kandidatin auf der Liste „Asamblea Popular por la Dignidad“ im 17. Wahldistrikt, der die Region um Talca und Curicó umfasst, an. Sie erhielt bei der Wahl zwar nur 5,5 % der Stimmen, jedoch die drittmeisten Stimmen in ihrem Distrikt, und wurde somit zur Abgeordneten gewählt. Dort wurde sie zunächst Teil des Ethikausschusses, dessen Vorsitzende sie auch war, und ab Oktober 2021 Mitglied im Ausschuss für Grundrechte.
Am 5. Januar 2022 wurde Quinteros zur neuen Präsidentin der Verfassunggebenden Versammlung gewählt. Somit trat sie die Nachfolge von Elisa Loncón an, die sich nicht erneut zur Wahl stellen durfte. Eigentlich war die Wahl bereits für den 4. Januar vorgesehen gewesen. In den acht an diesem Tag abgehaltenen Wahlgängen konnte aber kein Kandidat die nötige absolute Mehrheit von 78 Stimmen auf sich vereinigen. Die Sitzung wurde daraufhin unterbrochen und vertagt. Am 5. Januar schließlich konnte Quinteros im neunten Wahlgang, dem ersten, in dem sie antrat, genau 78 Stimmen und somit die nötige Mehrheit erhalten. In der Folge wurde unter ihrer Führung von der Versammlung ein Verfassungsentwurf ausgearbeitet, der am 4. Juli 2022 verabschiedet wurde. Im folgenden Plebiszit am 4. September 2022 sprach sich jedoch die Mehrheit der Bevölkerung gegen den Verfassungsentwurf aus.